# Barberá Rookies 2016
Questa voce raccoglie le informazioni riguardanti i Barberá Rookies nelle competizioni ufficiali della stagione 2016.

## Maschile

### LNFA Serie A 2016

#### Stagione regolare
| 6 febbraio 2016, ore 17:00 | Valencia Firebats | 32 – 26 referto | Barberá Rookies |  |

| 21 febbraio 2016, ore 10:30 | Barberá Rookies | 29 – 26 referto | Reus Imperials |  |

| 6 marzo 2016, ore 12:00 | Valencia Giants | 6 – 34 referto | Barberá Rookies |  |

| 13 marzo 2016 | Barberá Rookies | 8 – 56 referto | Badalona Dracs |  |

| 10 aprile 2016, ore 10:30 | Barberá Rookies | 8 – 26 referto | Valencia Firebats |  |

| 24 aprile 2016, ore 11:00 | Reus Imperials | 21 – 22 referto | Barberá Rookies |  |

| 8 maggio 2016, ore 10:30 | Barberá Rookies | 18 – 24 referto | Valencia Giants |  |

| 22 maggio 2016, ore 11:30 | Badalona Dracs | 47 – 0 referto | Barberá Rookies |  |

#### Playoff
| 4 giugno 2016, ore 17:00 | Valencia Firebats | 17 – 6 referto | Barberá Rookies |  |

### Statistiche di squadra
| Competizione      | %Vittorie | In casa | In casa | In casa | In casa | In casa | In casa | In trasferta | In trasferta | In trasferta | In trasferta | In trasferta | In trasferta | Totale | Totale | Totale | Totale | Totale | Totale |
| Competizione      | %Vittorie | G       | V       | N       | P       | Pf      | Ps      | G            | V            | N            | P            | Pf           | Ps           | G      | V      | N      | P      | Pf     | Ps     |
| ----------------- | --------- | ------- | ------- | ------- | ------- | ------- | ------- | ------------ | ------------ | ------------ | ------------ | ------------ | ------------ | ------ | ------ | ------ | ------ | ------ | ------ |
| Stagione regolare | .375      | 4       | 1       | 0       | 3       | 63      | 132     | 4            | 2            | 0            | 2            | 82           | 106          | 8      | 3      | 0      | 5      | 145    | 238    |
| Playoff           | .000      | 0       | 0       | 0       | 0       | 0       | 0       | 1            | 0            | 0            | 1            | 6            | 17           | 1      | 0      | 0      | 1      | 6      | 17     |
| Totale            | .333      | 4       | 1       | 0       | 3       | 63      | 132     | 5            | 2            | 0            | 3            | 88           | 123          | 9      | 3      | 0      | 6      | 151    | 255    |

## Femminile

### LNFA Femenina 2016

#### Stagione regolare
| 23 gennaio 2016, ore 18:00 | Las Rozas Black Demons | 6 – 19 referto | Barberá Rookies |  |

| 14 febbraio 2016, ore 11:00 | Barberá Rookies | 16 – 6 referto | L'Hospitalet Pioners |  |

| 6 marzo 2016, ore 16:30 | Terrassa Reds | 0 – 26 referto | Barberá Rookies |  |

| 10 aprile 2016, ore 15:30 | Barcelona Búfals | 20 – 12 referto | Barberá Rookies |  |

| 15 maggio 2016, ore 11:00 | Barberá Rookies | 52 – 0 referto | Badalona Dracs |  |

#### Playoff
| 11 giugno 2016, ore 18:00 | Barcelona Búfals | 12 – 46 referto | Barberá Rookies |  |

### Statistiche di squadra
| Competizione      | %Vittorie | In casa | In casa | In casa | In casa | In casa | In casa | In trasferta | In trasferta | In trasferta | In trasferta | In trasferta | In trasferta | Totale | Totale | Totale | Totale | Totale | Totale |
| Competizione      | %Vittorie | G       | V       | N       | P       | Pf      | Ps      | G            | V            | N            | P            | Pf           | Ps           | G      | V      | N      | P      | Pf     | Ps     |
| ----------------- | --------- | ------- | ------- | ------- | ------- | ------- | ------- | ------------ | ------------ | ------------ | ------------ | ------------ | ------------ | ------ | ------ | ------ | ------ | ------ | ------ |
| Stagione regolare | 1.000     | 2       | 2       | 0       | 0       | 68      | 6       | 3            | 2            | 0            | 1            | 57           | 26           | 5      | 4      | 0      | 1      | 125    | 32     |
| Playoff           | 1.000     | 0       | 0       | 0       | 0       | 0       | 0       | 1            | 1            | 0            | 0            | 46           | 12           | 1      | 1      | 0      | 0      | 46     | 12     |
| Totale            | .833      | 2       | 2       | 0       | 0       | 68      | 6       | 4            | 3            | 0            | 1            | 103          | 38           | 6      | 5      | 0      | 1      | 171    | 44     |